# نهان‌خانه

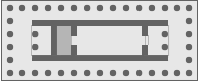
محل نهان‌خانه (به رنگ خاکستری) در نیایشگاه یونانی.

نهان‌خانه یا خلوتگاه (به یونانی: Άδυτον، تلفظ: آدیتُن، به لاتین: adytum) بخشی است از نیایشگاه‌های یونانی و رومی که به عنوان پَستویی در پشت درون‌خانه قرار گرفته‌است.
نام یونانی و رومی آن به معنی «وارد نشوید» یا «بدون دسترسی» است.
نهان‌خانه معمولاً فضای کوچکی بود که در دورترین قسمت درون‌خانه نسبت به در ورودی قرار داشت.
در نهان‌خانه معمولاً بت نمادین ایزد را قرار می‌دادند و تنها کاهنان به آن راه داشتند. این کاهنان مدعی ارتباط با هاتف غیبی در نهان‌خانه بودند.
به مکان مشابهی در نیایشگاه‌های یهودی قدس‌الاقداس می‌گویند.